# Lucky Twice
Lucky Twice af var en svensk teenage popmusikduo bestående af Hannah Reynold og Emelie Schytz.
Deres første single, "Lucky", blev udgivet i Spanien den 20. juli 2006 gennem Vale Music. Det gik til nummer 1 på singlehitliste og blev certificeret til dobbelt platin. Deres album Young & Clever blev udgivet i juni 2007 og blev fulgt op af singlen "Hop Non Stop" den 23. juli .
Lucky" har også ramt på hitlisterne i Danmark (# 5), Frankrig (# 8), Finland (# 17), Tyskland (nr. 41), Østrig (# 42) og Sverige (# 43). Trods en vis video rotation ved at trykke interesse og en optræden på GAY i London, var udgivelsen af CD single annulleret i Det Forenede Kongerige efter nogle pladeselskab komplikationer. Sangen har nået en kultagtig status inden for britiske barer og natklubber.
Oprindelig bestod Lucky Twice af Hannah Reynold og Sofie Larsson. Men i 2007 forlod Larsson Lucky Twice for at deltage i Twisters, et band hun har dannet med sin bror. Larsson blev erstattet af Schytz hurtigt efter, og Lucky Twice indspillede deres gamle materiale med Schytz, samt nogle nye sange, bl.a. sangen "Love Song", som skulle være udgivet som single i 2009.
I 2010 besluttede Lucky Twice at gå hver til sit.

## Diskografi

### Album
- Young & Clever (2007)

### Singler
| År   | Titel                  | Højeste placering | Højeste placering | Højeste placering | Højeste placering | Højeste placering | Højeste placering | Højeste placering |
| År   | Titel                  | SPA               | FIN               | ØSTRIG            | TYS               | SVE               | FRA               | DAN               |
| ---- | ---------------------- | ----------------- | ----------------- | ----------------- | ----------------- | ----------------- | ----------------- | ----------------- |
| 2006 | "Lucky"                | 1                 | 17                | 42                | 41                | 43                | 8                 | 5                 |
| 2007 | "Hop Non Stop"         | 20                | -                 | -                 | -                 | -                 | -                 | -                 |
| 2007 | "The Lucky Twice Song" | 24                | -                 | -                 | -                 | -                 | -                 | -                 |

## Eksterne links
- Lucky Twice Officiel hjemmeside (engelsk) Arkiveret 27. maj 2007 hos  Wayback Machine (Ikke længere tildængelig)